# Jamal Khader

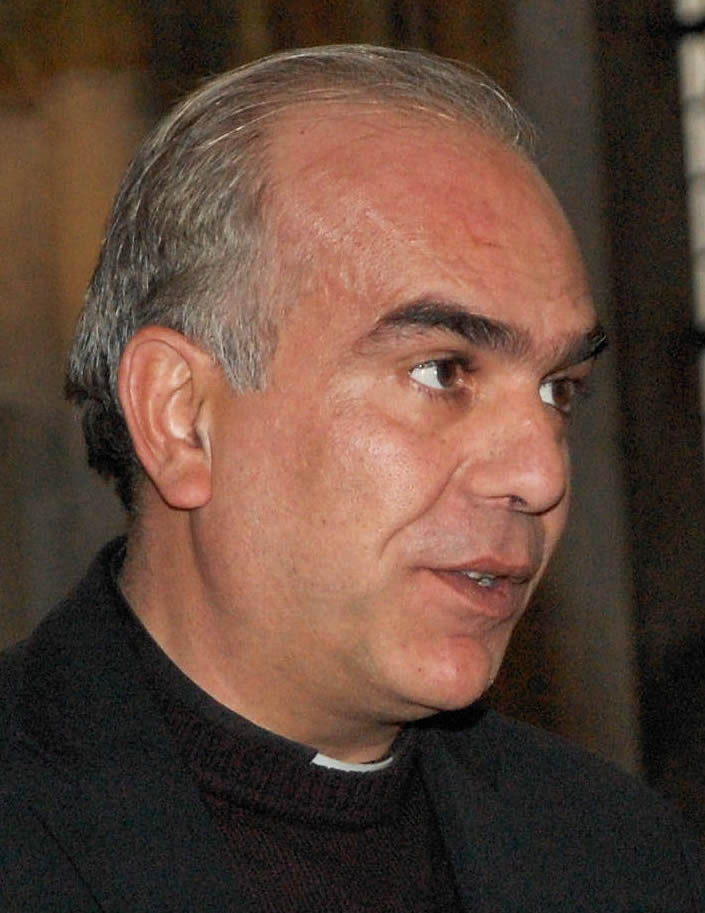
Jamal Khader (2011)

Bischofswappen von Jamal Khader

Jamal Khader Daibes (* 3. Juli 1964 in Zababdeh, Westjordanland) ist ein jordanischer römisch-katholischer Geistlicher und Bischof von Dschibuti.

## Leben
1975 besuchte Khader das Knabenseminar und studierte später am Priesterseminar des Lateinischen Patriarchats von Jerusalem in Beit Jala. Am 8. Juli 1988 empfing er durch Patriarch Michel Sabbah in Zababdeh die Priesterweihe. Er war Vikar in Amman in Jordanien.
1989 wurde er Dozent am Priesterseminar des Lateinischen Patriarchates von Jerusalem in Beit Jala und übernahm ein Jahr später zudem die Pfarre Sankt Elija in Al Wahadinah in Jordanien. Ab 1994 absolvierte er ein Doktoratsstudium in Dogmatik an der Päpstlichen Universität Gregoriana in Rom. 1998 wurde er zum Professor am Priesterseminar in Beit Jala berufen; er lehrte zudem am Emmaus Center in Bait Sahur und dem Mar Elias College in Iʿbillin. 2003 übernahm er den Lehrstuhl für Religionswissenschaften der Universität Bethlehem, 2008 wurde er Dekan der Faculty of Arts der Universität Bethlehem und ein Jahr später zudem Kanoniker des Patriarchats. 2013 übernahm er das Rektorat des Priesterseminars in Beit Jala. Von 2017 bis 2021 war er Priester der Pfarrei Heilige Familie in Ramallah. Von 2019 bis 2021 war Khader Direktor der 44 Schulen des Lateinischen Patriarchates.
Am 2. Juli 2021 wurde er zum Patriarchalvikar des Lateinischen Patriarchats von Jerusalem für Jordanien mit Amtssitz in Amman ernannt.
Papst Franziskus ernannte ihn am 11. März 2022 zum Titularbischof von Patara und zum Weihbischof im Lateinischen Patriarchat von Jerusalem. Der Lateinische Patriarch von Jerusalem, Pierbattista Pizzaballa OFM, spendete ihm am 6. Mai desselben Jahres in der Katharinenkirche in Bethlehem die Bischofsweihe; Mitkonsekratoren waren die Weihbischöfe im Lateinischen Patriarchat von Jerusalem, William Shomali und Rafic Nahra. Sein Wahlspruch Misericordia et veritas („Barmherzigkeit und Wahrheit“) stammt aus Ps 85,11 .
Am 13. Januar 2024 ernannte ihn Papst Franziskus zum Bischof von Dschibuti. Er wurde am 3. März desselben Jahres in sein Amt eingeführt.

## Schriften (Auswahl)
- La structure sacramentelle de l’Église dans le dialogue officiel entre l’Église Catholique et l’Église Orthodoxe, 2002
- Juden und Christen – diese Seite des Dialogs, in: Ökumenische Rundschau, 2012, S. 185–196
- Countering Violence in the Name of God in Present Day Palestine/Israel, in: The ecumenical review, 2016, S. 81–94
- Religions at the Service of Peace?: The Case of Palestine/Israel, in: The role of religion in peacebuilding, 2018, S. 226–242